# Langatte
 Langatte  es una comuna        y población de Francia, en la región de Lorena, departamento de Mosela, en el distrito y cantón de Sarrebourg.
Su población en el censo de 1999 era de 426 habitantes.
Está integrada en la Communauté de communes de l'Étang du Stock, de la que es la mayor población.

## Demografía
| 347 | 379 | 349 | 379 | 368 | 426 |
| Para los censos de 1962 a 1999 la población legal corresponde a la población sin duplicidades (Fuente: INSEE [Consultar]) |     |     |     |     |     |

- Datos: Q22236
- Multimedia: Langatte / Q22236

1. ↑  Worldpostalcodes.org, código postal n.º 57400.
2. ↑  INSEE, Datos de población para el año 2012 de Langatte (en francés).